# 月面学

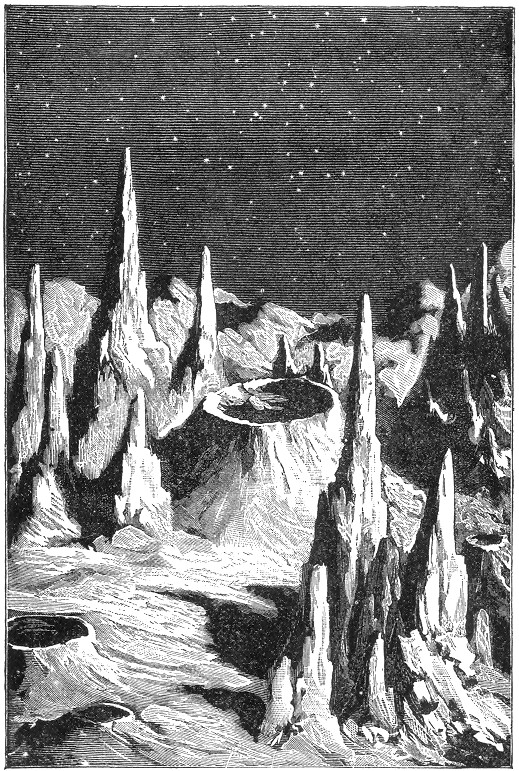
来自于1879年《娱乐天文学》，该图被命名为“月球的白天”，反映了对月表外观的历史认知。后来的无人探测任务表明，由于长期的撞击，月球的表面更为平整。

月面学是专门研究月球表面及物理特征的学科。从历史上看，最主要涉及对月球月海、环形山、山脉及其他各种特征的测绘和命名。早期太空时代通过轨道航天器已基本完成了正背面高分辨率图像的拍摄。然而，月球上还有一些地区的图像（特别是在极区附近）及许多特征（如陨坑深度）的精确位置仍不确定。今天，月面学是月球地质学的分支学科，它自身经常被简称为“月球科学”。“月面”一词来自希腊月亮女神塞勒涅（Σελήνη）。

## 历史
认为月球不是完美光滑的想法可以追溯到大约公元前450年， 当时德谟克利特相信月球上有“高大的山脉和空旷的山谷”。 然而，直到十五世纪末人们才开始认真研究月面。1603年威廉·吉尔伯特依据肉眼观察绘制了首幅月球图。当望远镜出现后，其他人很快跟上，最初的绘画不是很精确，但随着镜片的改善，月图质量很快得到提高。十八世纪初期，通过对月亮振动的测量，显示有超过百分之五十的月球表面是可以被观察到的。1750年，约翰·迈耶创建了首个可靠的月球坐标系，使天文学家可以定位月球上的特征。
对月球正式的系统性测绘起始于1779年，当时约翰·希罗尼穆斯·施罗特开始对月球特征进行了细致的观察和测量。1834年约翰·海因里希·冯·马德勒率先发表了月球大地图，共有四张，并紧接着出版了一本标题为《通用月面学》的书。所有直接的观察一直进行到1840年3月，当德雷伯使用一架5英寸反射望远镜，拍摄了第一张月球银版相片时，摄影被引入到天文界。
20世纪为月球研究带来了更多的进步。1959年，苏联的月球3号发回了首张月球背面的照片，让全世界看到了一直以来我们这颗卫星无法看见的一面。1965年至1961年美国发射了系列游击兵飞船，拍摄了直接撞击月表瞬间的照片。1966年和1968年间勘测者号飞船拍照并在月表软着陆。苏联月球步行者的月球车1号和月球车2号穿行月球表面近50公里，获取了详细的月球表面照片。克莱门汀号飞船获得第一张月球全球地形图以及多光谱图像。所有这些任务发回的照片，分辨率都越来越高。

## 绘图和命名

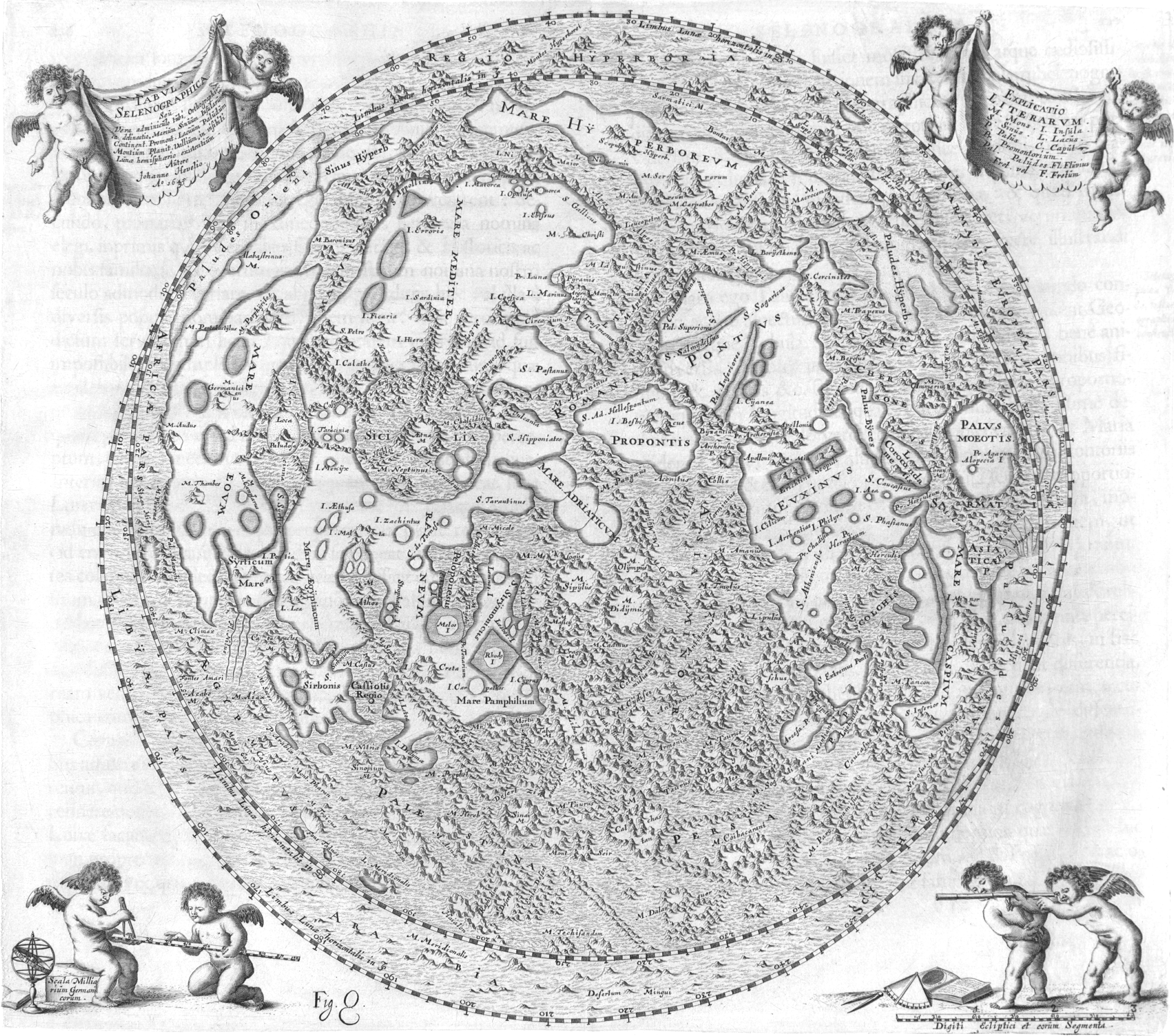
约翰·赫维留绘制的月图（1647年）

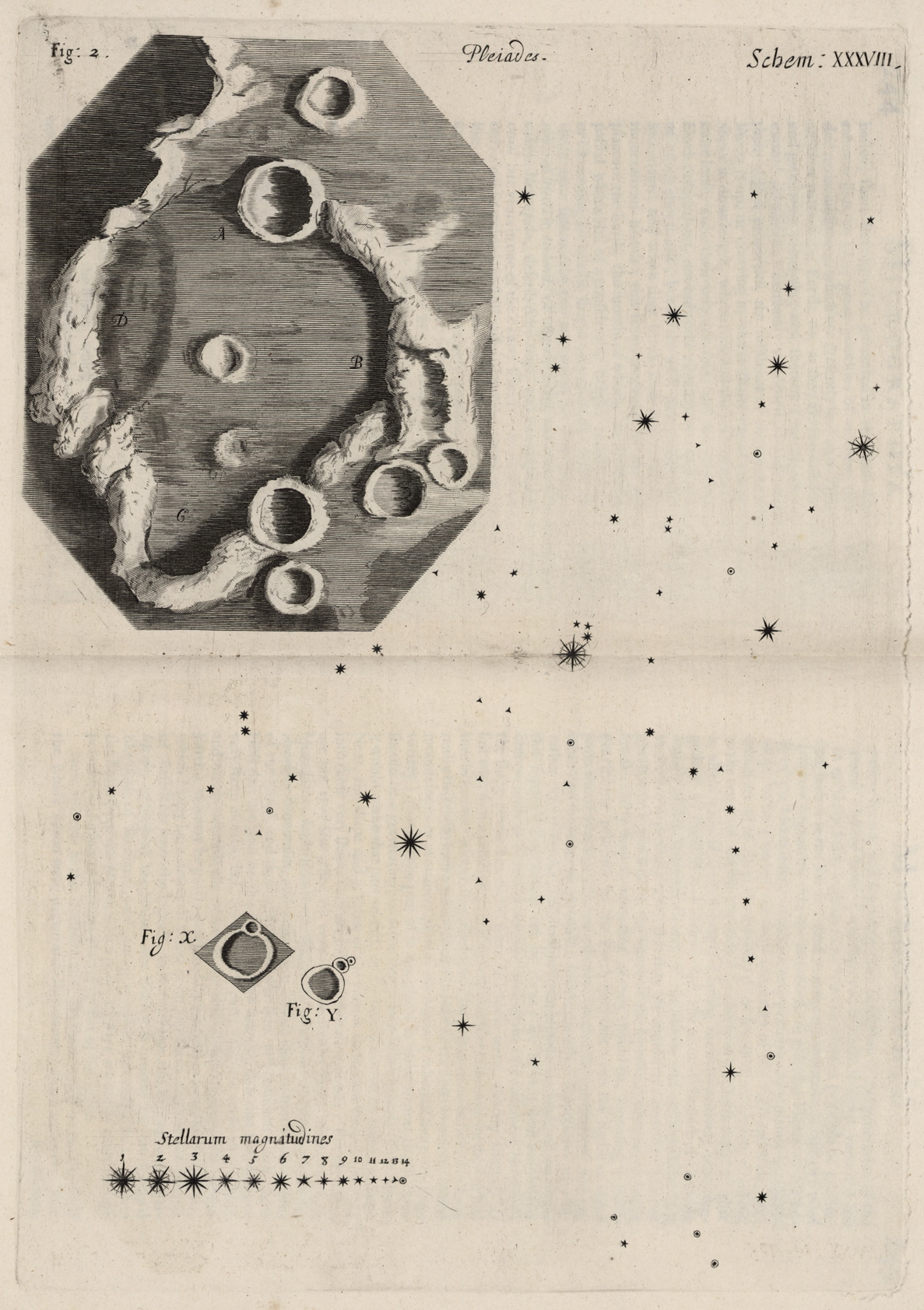
来自罗伯特·胡克的显微图谱月球研究（1665年）

已知最古老的月球绘画发现于爱尔兰米斯郡那奥思(Knowth)墓地的一段墓道中，该古墓碳14测定的年龄可追溯至公元前3330年至公元前2790年。列奥纳多·达·芬奇大约在1500年创作并标注了少量的月球草图。威廉·吉尔伯特在十六世纪末制作了一幅月图，并为其中十几个表面特征进行了命名，在他去世后才出版了一本名为《De Mondo Nostro Sublunari Philosophia Nova》的书。望远镜发明之后，托马斯·哈里奥特（1609年）、伽利略·伽利莱（1609年）和克里斯多夫·沙伊纳（Christopher Scheiner，1614年）都绘制了月球图。
1645年，荷兰天文学家米迦勒·弗洛伦特·范·朗伦是首位尝试命名从望远镜中所看到的月亮特征的人。他的作品被认为是首幅真实的月球图，它描绘了各种月海、陨石坑及山峰和山脉。所做的命名很多都具有天主教修士的特色，如以当时天主教教皇的名字命名环形山，用天主教圣徒的名字命名月岬，以拉丁文的海和洋来命名月海，而小陨坑则分别以天文学家、数学家及过去和当时著名学者的名字来称呼。
1647年，约翰·赫维留发表了第一部月球地图集-《月图》，他摒弃了范·朗伦的命名，改而将地球上的地名应用于月图上位置相对应的那些特征，尤其使用了古罗马和古希腊文明中的一些地名。赫维留的这部著作对当时欧洲天文学家产生了较大的影响并在过去的一个世纪中《月图》一直被当作标准参考书。
月球现代的系统化命名法方案是由生活在意大利北部的耶稣会修士及学者乔瓦尼·巴蒂斯塔·里乔利所创造。他1651年发表《新天文学大成》是为了给反宗教改革的天主教观点作辩护。着重反驳伽利略和哥白尼主张的日心模型与完美的环绕轨道。该著作包含了一些当时已知的科学参考素材，并被该时期耶稣会教师普遍使用。然而，该著作唯一被保留下来的重要方面是现在所使用的里乔利月球命名体系。
《新天文学大成》中的月球插图是由耶稣会的一名老师-弗朗切斯科·马里亚·格里马尔迪所绘制。命名是按照可见月球表面的八分圆划分来设计，八个分区采用罗马数字格式从“I”到“VIII”编号。I区构成西北部，然后，后续区通过罗盘指向按顺时针方向排列。因此，VI区位于南部并包含了克拉维斯环形山和第谷环形山。
该命名方案由二部分组成，一部分用于广袤的月陆和月海，另一部分用于陨石坑。里乔利使用了各种历史影响人物和天气状况来命名月球地名。如危海、澄海和丰富海，也有雨海、云海和冷海，这些名字都以拉丁文命名。
月海之间的陆地区被给予类似的名字，但与月海名相反。因此，就有了贫乏陆（Terra sterilitatis）、热陆（Terra Caloris）、快活陆（Terra Vitae）。然而，这些高地的名字在现代地图中已不再使用。请查看完整的月球表面特征列表#月陆。

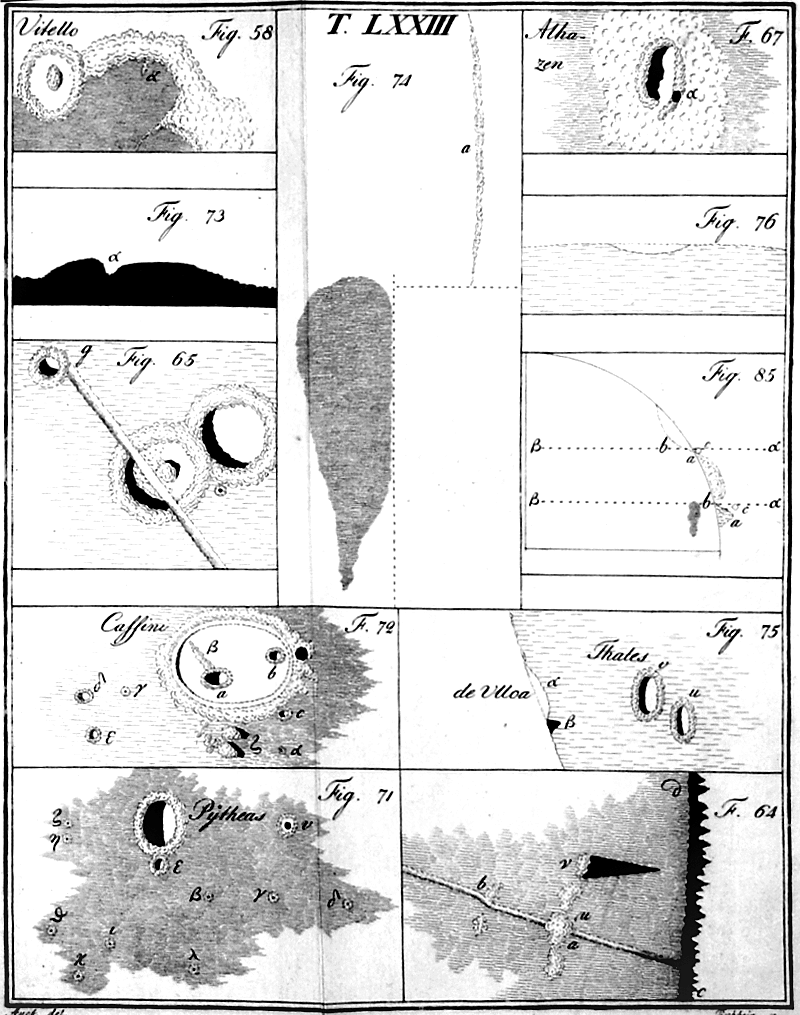
《月球地形片断》中的月图样本，约翰·希罗尼穆斯·施罗特创作。

很多月坑名主要基于当时他们在分区中所发的陨石坑，第I-III号区主要使用古希腊的名字，如柏拉图、阿特拉斯、阿基米德。对中间的IV-VI号区则使用古罗马帝国时期的名字，如尤利乌斯·凯撒、塔西佗和塔伦修斯。地图下半部分放置了中世纪欧洲和阿拉伯地区的学者、作家及哲学家的名字。
最外侧的第V-VII号区以及第VIII区专门使用与里乔利同时代的人物名。最后还包含以哥白尼、开普勒和伽利略命名的的特征。作为对天主教会的一种姿态表现，他们都被“放逐”到远离“古人”的地方。环酒海周边的一些月坑按照圣·朗伦的传统，被赋予了天主教圣徒的名字。然而，他们都是在某些方面与天文学有关人。后来的月图中这些陨石坑名字中的“圣”字被去除掉了。
在《新天文学大成》发表后，里乔利的命名体系被广泛接受，许多名称被一直使用至今。该体系具有科学性和包容性，风格优雅，富有诗意。因而，吸引了各时期的思想家。遵循相同的方式，它也很容易添加新的名字。因此，最终取代了圣·朗伦和赫维留的命名。
后来的天文学家和月球制图师通过月球其它的特征名称扩大了这一系统命名法。其中最著名的是约翰·希罗尼穆斯·施罗特。1791年他发表了一部高度详细的月球地图：《月球地形片断》(selenotopografisches fragmenten)。施罗特对里乔利常用命名方案的采用，使它有效地成为月球命名的标准体系。1935年经国际天文学联合会投票表决，正式确立曾赋予600个月球特征名的里乔利月球命名方案的标准地位。
后来，该系统在上世纪60年代被国际天文学联合会扩大和更新，但新名称仅限于已故科学家的名字。在苏联太空船拍摄到月球背面的照片后，许多新发现的特征被以苏联科学家和工程师的名字命名。所有后续的名字都已由国际天文学联合会指定，虽然有些还属于仍健在之人，如阿波罗计划中的宇航员。

## 卫星陨石坑

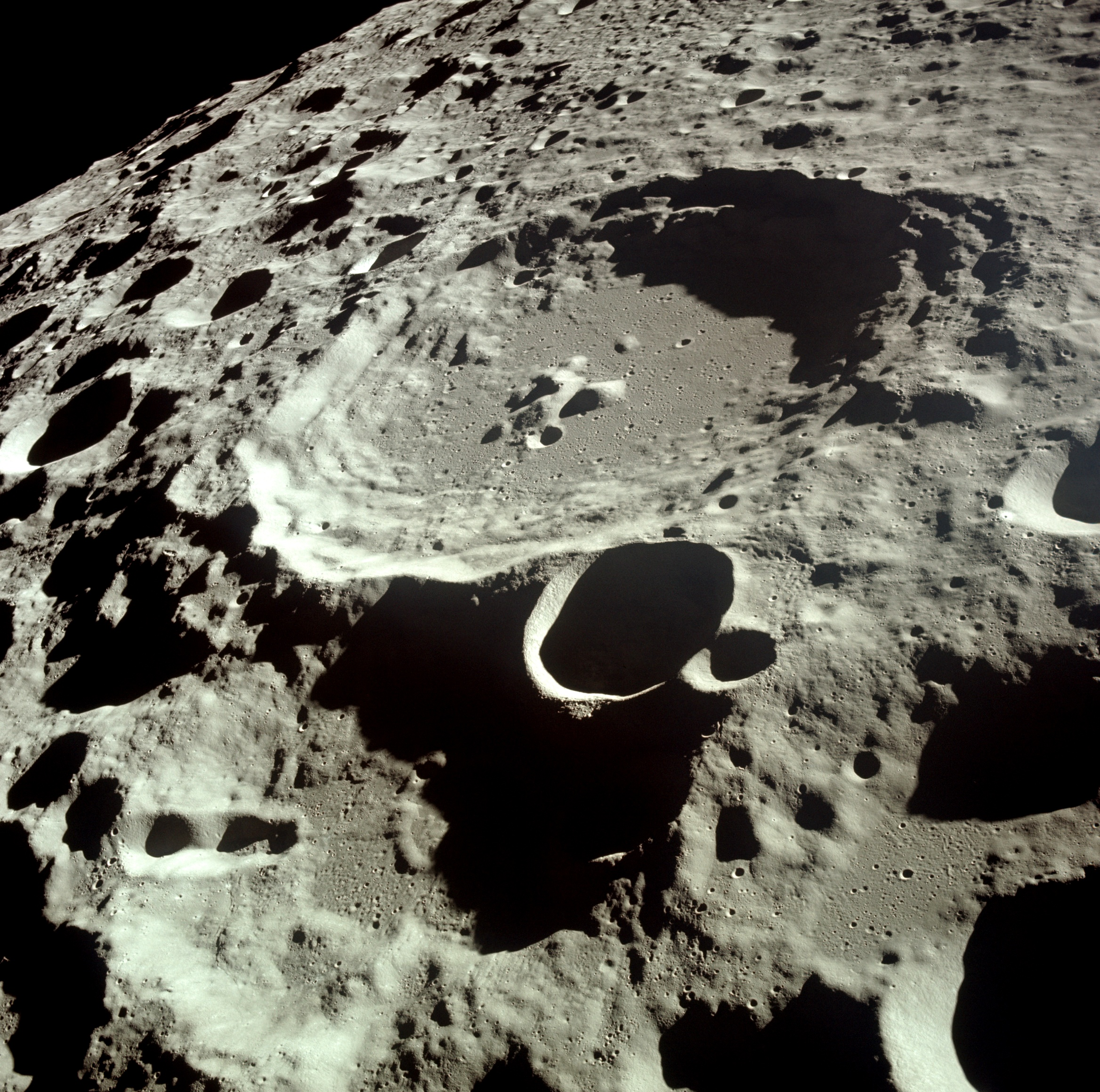
月球表面

针对卫星坑的命名法系统最初是由约翰·海因里希·冯·马德勒设计，通过标注字母的方式来识别某一主陨石坑所环绕的卫星坑。大部分附属坑通常都比所关联的主坑小，但也有例外。卫星坑可用字母"A"到"Z"来指定，但省略了"I"。（由于较大的主坑绝大多数都以男性名字命名，因此，主坑也被称为“父名”坑）。
卫星坑的字母分配原本有些随意，字母的指定通常是按意义而不是由陨坑所处位置决定。这主要是当时选取的顺序往往取决于从望远镜中所看到的卫星坑的先后顺序。实际也就是用望远镜观察时，太阳在月球上所照射的角度决定的，而这一角度轨迹（被照亮的地方）在月球一天中是变化的。因此，可能造成了字母被随机指定的印象。
很多情况下，卫星坑可能会更靠近某一非关联的主坑。为确认父名坑，马德勒在接近所关联主坑的卫星坑中心点旁放置了一个识别符，这样的好处是不仅标出了关联关系，还更简化了它们在地图上的名字。
随着时间的推移，由于众多观月者的参与，很多卫星坑的名称和关联关系产生混乱或重名。1919年对月球特征的命名改由国际天文学联合会（IAU）统一负责。该委员会正式通过了使用大写罗马字母来确定陨石坑和山谷的国际公约。
1966年当月球背面的地图面世后，尤恩·阿代尔·惠特克提出了一种依据与主坑位置角度关系来分配卫星坑字母的命名法。如某一卫星坑位于主坑的北面，则给予标识符“Z”，然后将该主坑周围360度地区像时钟的24小时一样分为24个部分，按顺时针方向每个“小时”角分配一个字母，将1点处指定为“A”作为开头（省略字母“I”和“O”，这样就只有24个字母），如此，主坑正南面卫星坑分配到的字母就为“M”。

## 历史上的月图

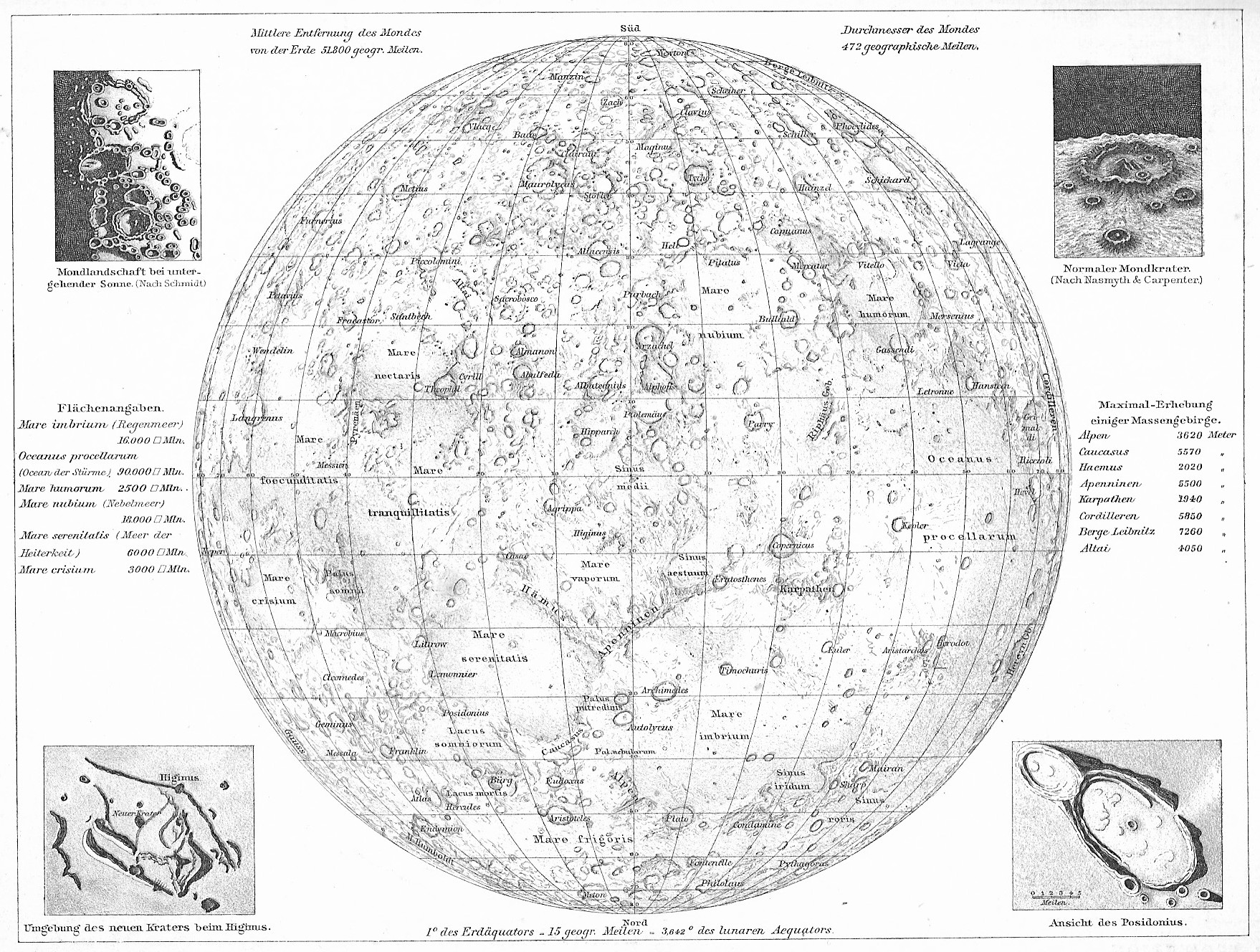
《Andrees Allgemeiner Handatlas》中的月球图（1881年），理查德·安德烈

以下列出的是历史上著名的月图和月图集，按照按出版日期的先后顺序排列。
- 米迦勒·弗洛伦特·范·朗伦，雕版图，1645年
- 约翰·赫维留，月图，1647年
- 乔瓦尼·巴蒂斯塔·里乔利和弗朗切斯科·马里亚·格里马尔迪，《新天文大成》，1651年
- 乔瓦尼·多美尼科·卡西尼，雕版图，1679年（1787年转载）
- 托比亚斯·迈耶（Tobias Mayer），雕版图，1749年，1775年发表
- 约翰·希罗尼穆斯·施罗特，《月球地形片断》，第1卷，1791年；第2卷，1791年
- 约翰·罗素（John Russell），雕版图，1805年
- 威廉·戈特黑尔夫·罗尔曼《月球可见表面地貌图》，莱比锡，1824年
- 威廉·比尔和约翰·海因里希·冯·马德勒，《包含整个月球可见半球的月面图》，柏林，1834年至1836年
- 埃德蒙·内维尔·尼森（Edmund Neville Neison），《月球》，伦敦，1876年
- 约翰·弗里德里希·朱利叶斯·施密特，《月球上的环形山图》，柏林，1878年
- 托马斯·格温·埃尔格（Thomas Gwyn Elger），《月球》，伦敦，1895年
- 约翰·内波穆克·克里格，《月面舆图》，1898年。另外两卷是在他去世后，由维也纳科学院在1912年出版
- 沃尔特·古达克（Walter Goodacre），《月球地图》，伦敦，1910年
- 玛莉·阿德拉·布莱格和卡尔·穆勒，《已命名的月面结构》，2卷，伦敦，1935年
- 菲利普·约翰·海因里希·福特，《我们的月球》， 不莱梅，1936年
- 休·珀西·威尔金斯，《300英寸月球图》，1951年
- 杰拉德·柯伊伯 等，《月球摄影地图》，芝加哥，1960年
- 尤恩·阿代尔·惠特克等，月球陨坑系统，1966年
- 埃夫雷莫夫（Yu I. Efremov）等，《月球地图集》，莫斯科，1967年至1975年
- 美国宇航局，《月球地形正射影地图》，1978年
- 安东宁·鲁克，《月球舆图》，2004年

### 引用
1. ↑  Wax and the Honey Moon 的存檔，存档日期2007-07-24., An account of Maedler's work and the creation of the first wax model of the Moon.
2. ↑  Stooke, Philip J. . February 1994. Bibcode:1994JHA....25...39S.
3. ↑  Taton, Reni. Reni Taton; Curtis Wilson; Michael Hoskin , 编. . 天文学通史 2. 剑桥大学出版社. 2003: 119–126. ISBN 0-521-54205-7.

## 另请参阅
- 月球地质学
- 月球陨石坑
- 月球环形山列表
- 月谷列表
- 月海
- 月球表面特征列表
- 行星體系命名法
- 月面座標